# Waldenburghaus

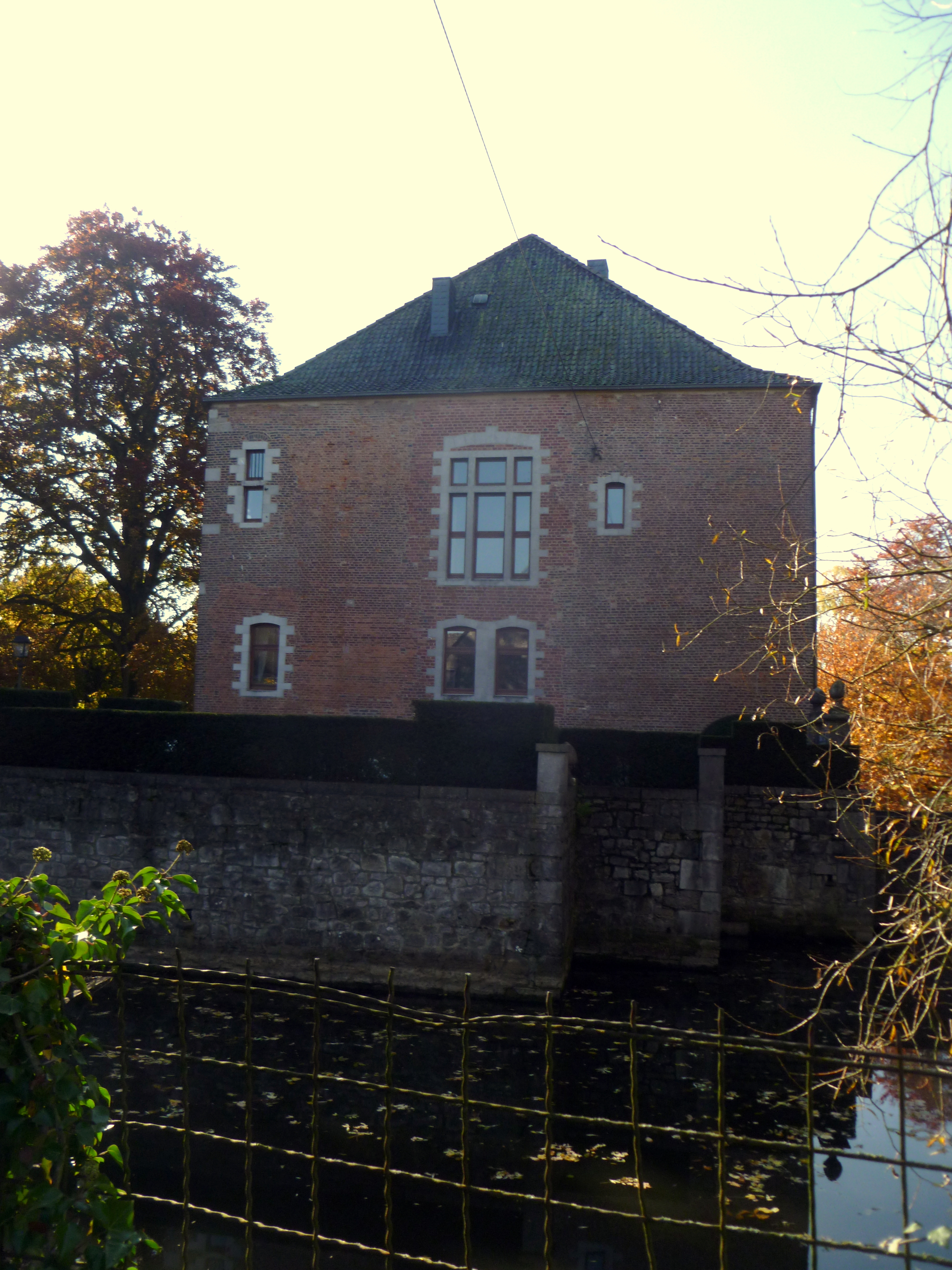
Zijaanzicht

Het Waldenburghaus is een waterkasteel in de tot de Belgische gemeente Eupen behorende plaats Kettenis, gelegen aan de Hochstraße.

## Geschiedenis
Oorspronkelijk was het huidige Waldenburghaus een leen van het Onze-Lieve-Vrouwekapittel te Aken. Het stond bekend als Schloss Merols. In 1266 werd het voor het eerst schriftelijk vermeld. In 1476 kwam het aan Johann Bertolf von Belven die ook het Kasteel Libermé bezat. In 1661 kwam het aan Andre von Waldenburg, een hoge militair, en deze liet ingrijpende verbouwingen uitvoeren, waarmee het huis het tegenwoordige aanzicht kreeg. Ook de naam Waldenburghaus stamt uit die tijd. Tot 1776 bleef de familie Waldenburg de eigenaar, daarna kwam het aan de gebroeders von Hodiamont, en dezen renoveerden niet enkel het huis, doch legden ook tuinen aan en veranderden het park. In 1975 werd het huis verwoest door brand en ook het stucwerk van 1805 werd zwaar beschadigd.
In 1977 werd de ruïne gekocht door Alfons Knauf, die hem weer in de 18e eeuse staat liet herbouwen. In 2013 werd het kasteel geklasseerd als monument.

## Gebouw
Het huidige complex bestaat uit het herenhuis op rechthoekige plattegrond in baksteen, dat deels omgracht is, en een boerenbedrijf dat bestaat uit drie vleugels: Een poortgebouw in breuksteen, waarnaast een voormalige wagenstal. De noordwestvleugel omvat een woonhuis, en in de 19e eeuw werd deze nog uitgebreid met stallen. Ook de zuidwestvleugel omvat stallen uit de 19e en 20e eeuw. Voorts zijn er enkele gevelstenen met de wapenschilden van diverse eigenaars. Het herenhuis is bereikbaar via een stenen brug.